# Daniel a Manuela Rudovi

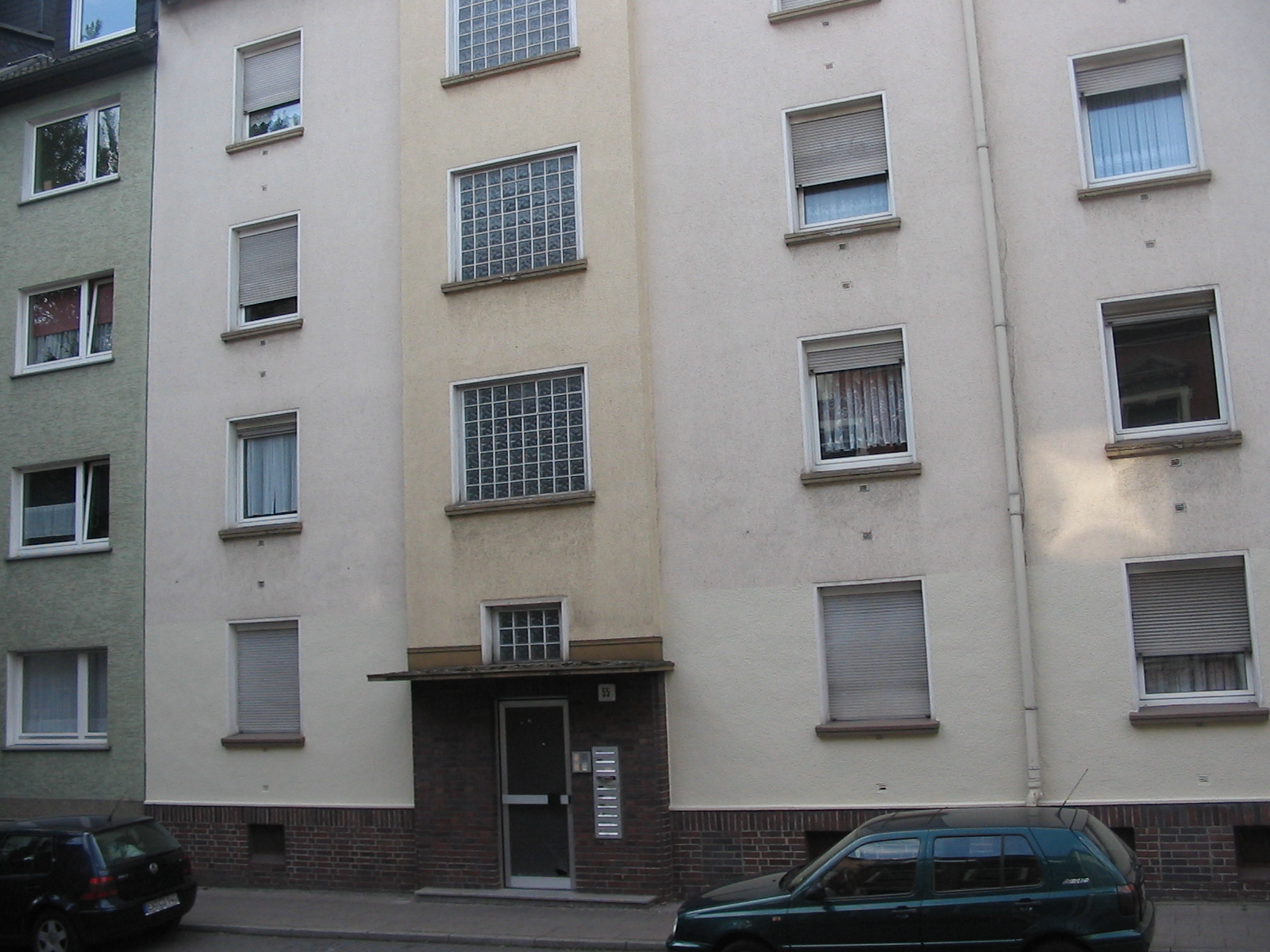
Místo činu (Witten, Breite Strasse 55)

Daniel a Manuela Rudovi jsou němečtí vrazi, kteří 6. července 2001 ve svém bytě ve Wittenu společně zavraždili svého známého, třiatřicetiletého Franka Hackerta. Případ byl v médiích označen jako satanistická rituální vražda, soud nicméně konstatoval, že nešlo o rituální vraždu, ale o čin narušených individuí, pro která byl satanismus pouhou záminkou. V německých médiích je tento zločin označován jako Mordfall von Witten (wittenská vražda) nebo Satansmord von Witten (wittenská satanská vražda).

## Pozadí
Manuela Rudová (rozená Bartelová, známá také pod přezdívkou Allegra) se ve třinácti letech připojila ke gotické subkultuře a identifikovala se jako satanistka. Považovala se za upírku a pila krev svých partnerů. Pracovala jako servírka v kavárně a BDSM modelka. Zajímala se také o tělesnou modifikaci, dokonce si nechala zasadit umělé špičáky, aby vypadala jako upírka.
V roce 1997 navštívila Manuela Velkou Británii, mimo jiné také ostrov Skye, kde se několikrát setkala s Tomem Leppardem, v té době nejvíce potetovaným mužem na světě, který tam žil jako poustevník. Korespondenci s ním udržovala i po návratu do Německa a dokonce i po uvěznění, podle Manueliných rodičů to byl její jediný přítel. Leppard (sám hluboce věřící katolík) ji popsal jako jednu z mnoha náctiletých, kteří ho vyhledávají, v té době na ní prý nebylo nic zvláštního. V následné korespondenci ho prý znepokojovala její rostoucí nenávistnost.
Daniel Ruda, který pocházel z Hertenu, měl od dětství násilné fantazie. Údajně se mu ve čtrnácti letech ve škole zjevila jakási temná postava jménem „Samiel“ a přikázala mu, aby hledal „druhou polovinu své duše“. Četl Satanskou bibli, pil svou krev a užíval přezdívku Sundown. Mimoto měl kontakty také na neonacistické scéně. V devadesátých letech byl aktivním členem Národnědemokratické strany Německa a v roce 1998 pracoval v její volební kampani. Po neúspěšných volbách se o politiku přestal zajímat a soustředil se na gotickou subkulturu. Pracoval jako prodavač autodílů.
Seznámili se počátkem léta 2000 přes inzerát, který si Daniel podal do gotického časopisu Metal Hammer: „Černočerný upír hledá princeznu temnoty, která opovrhuje vším a všemi a skoncovala se životem.“ (Pechschwarzer Vampir sucht Prinzessin der Finsternis, die alles und jeden verachtet und mit dem Leben abgeschlossen hat.) Sdíleli své morbidní záliby, navštěvovali spolu gothic metalové koncerty a hřbitovy.
V březnu roku 2001 Daniel údajně dostal od satana dva rozkazy: 6. června uzavřít s Manuelou sňatek a 6. července „vstoupí Pán temnot do jeho těla a dojde si pro duši, jejíž čas ještě nenastal“, což si Daniel vyložil jako příkaz spáchat rituální vraždu. Obě data jsou spojena s číselnou symbolikou čísla šelmy. Po vraždě měl následovat sebevražedný pakt. Manuela proto napsala své matce dopis na rozloučenou. Právě kvůli tomuto dopisu policie po vraždě vnikla do jejich bytu.
Sňatek uzavřeli podle plánu 6. června na radnici v Hertenu, kde Daniel bydlel u svých rodičů. V době vraždy bylo Danielovi 25 a Manuele 22 (podle jiných zdrojů 23) let.

## Vražda
Zavražděný Frank Hackert byl kolega Daniela Rudy. Manželé ho do bytu nalákali pod záminkou party na oslavu jejich sňatku. Zde byl zavražděn 66 ranami nožem, mačetou a kladivem a rozsekán na kusy. Manuela mu do břicha vyřezala pentagram. Vrazi se následně napili jeho krve. Oběti měly být původně tři, ostatní dva pozvaní ale účast odřekli. Jako oběť si Hackerta údajně vybrali proto, že byl „vtipný a byl by dokonalým dvorním šaškem pro satana“.
Následujícího dne bylo tělo v bytě nalezeno. V bytě byly také obrácené kříže, lebky, rakev, kterou používali jako konferenční stolek, a nacistické symboly. Policie zde našla také seznam jmen lidí, kterým byla následně zajištěna policejní ochrana. Do bytu se policie dostala na základě dopisu na rozloučenou, který Manuela poslala své matce; předpokládali, že spáchala sebevraždu.
K původně plánovanému sebevražednému paktu se manželé Rudovi nicméně nedokázali odhodlat. Místo toho odjeli svým autem Opel Vectra na východ, nejprve do Magdeburgu, o týden později byli zadrženi poblíž Jeny. Také jejich auto bylo vyzdobeno okultními ornamenty a nápisy odkazujícími na nacismus.
Krátce po vraždě Daniel koupil v hobbymarketu motorovou pilu. Uvedl k tomu: „Neměli jsme tušení, jaké rozkazy dostaneme. Mohla to být taková akce, která by obletěla svět, když někdo běhá po okolí s motorovou pilou a rozřezává lidi vejpůl.“ (Wir konnten ja nicht ahnen, welche Befehle wir noch bekommen hätten. Das wäre eine Aktion gewesen, die um die Welt gegangen wäre, wenn da jemand mit einer Kettensäge durch die Gegend läuft und die Leute halbiert.)
Na útěku si oholili hlavy, aby ztížili identifikaci. Na útěku údajně také navštívili hřbitov, kde se nachází hrob patnáctiletého Sandro Beyera, který byl v roce 1993 v Sondershausenu zavražděn členy nacionálně socialistické black metalové skupiny Absurd.
Když po převozu na policejní prezidium v Bochumu viděli shromážděné reportéry, prohlásil Daniel Ruda: „Proč takový rozruch? Vždyť to byl jenom člověk.“ (Warum denn so viel Aufwand? Es war doch nur ein Mensch.)

## Soud
Tělo zavražděného bylo zmrzačeno k nepoznání, mohlo být identifikováno pouze podle DNA. Při soudním řízení u zemského soudu v Bochumu se manželé hájili tím, že je k vraždě dohnal ďábel a oni byli jen nástroji v jeho rukou. Daniel Ruda dokonce prohlásil: „Když někoho přejedete autem, tak přece taky není obviněné to auto“ (Wenn man jemanden mit dem Auto überfährt, wird doch auch nicht das Auto angeklagt). Při procesu se chovali pohrdavě a agresivně, nedali najevo žádné známky lítosti a při rozsudku se usmívali. Za hlavního pachatele soud na základě Manuelina svědectví označil Daniela, který Hackerta kladivem omráčil, Manuela mu následně (podle svých slov na satanův rozkaz) probodla srdce; Daniel to tehdy nepopřel. Podle svého obhájce byla Manuela nicméně po činu zklamaná, že se neproměnila v upíra, jak očekávala. Po vraždě plánovali, že se už jako upíři zúčastní metalového koncertu v Mülheimu, kam přiletí, „protože jako upíři už nebudou potřebovat silnice“.
Podle soudu oba trpí poruchami osobnosti (konkrétně narcistickou poruchou osobnosti) a jejich příčetnost byla tedy snížena. V lednu 2002 byli odsouzeni k trestu odnětí svobody: Daniel k patnáctiletému, Manuela k třináctiletému. Soudce Arnjo Kerstingtombroke při vynášení rozsudku výslovně konstatoval: „Nejde o satanismus, ale o zločin dvou narušených lidí. Satanismus je jen loutka, kterou před sebe strkají.“ (Es ging nicht um Satanismus, sondern um ein Verbrechen von zwei gestörten Menschen. Der Satanismus war ein Popanz, den sie vor sich herschoben.) Krátce po rozsudku se manželé Rudovi rozvedli.
V červenci 2011 požádal právní zástupce Daniela Rudy Hans Reinhardt o podmínečné propuštění po dvou třetinách trestu; příslušná komise to však odmítla, především z toho důvodu, že se odmítal podrobit psychiatrické terapii. Manuela Rudová, která terapii podstoupila, byla propuštěna na podmínku. V současné době má novou identitu a s Danielem není v kontaktu. Daniel Ruda byl propuštěn až v roce 2017 ; v roce 2016 byl obviněn z toho, že se v roce 2010 z vězení pokoušel přesvědčit ženu, s níž si dopisoval, k vraždě Manuely, byl však zproštěn obžaloby. Také on dnes používá jinou identitu a jméno Daniel Wegner.

## Následná vyjádření pachatelů
Daniel Ruda vydal v roce 2004 z vězení knihu Fehlercode 211, der „Satansmord“ von Witten – was wirklich geschah (Chybové hlášení 211, „satanistická vražda“ ve Wittenu – jak to skutečně bylo; číslo 211 odkazuje na to, že v německém trestním zákoníku se paragraf 211 zabývá vraždou). Ruda v knize tvrdí, že si vymyslel tvrzení o satanismu, aby chránil svou dominantní manželku, která se ve skutečnosti vraždy dopustila a která ho následně zmanipulovala k tomu, aby se k ní přiznal. Soudní znalec Norbert Leygraf, který připravoval jeho posudek při soudním řízení, označil tato tvrzení za „směšná“ a za další doklad narcistické poruchy osobnosti, kterou Ruda trpí. Později při procesu v roce 2017 Ruda nicméně vyjádřil lítost a uznal, že byl odsouzen právem.
Manuela Rudová se ke zločinu vyjádřila v roce 2008 v knize novináře Rainera Fromma Schwarze Geister, Neue Nazis (Černí duchové, noví nacisté), která se zabývá rozšířením neonacismu mezi německou mládeží. Přiznala vinu a uvedla, že v době činu „ztratila smysl pro realitu a respekt vůči ostatním lidem“ (den Blick für die reale Welt und für den Respekt [ihren] Mitmenschen gegenüber schon längst verloren). Distancovala se od gotické subkultury a vyjádřila lítost nad tím, že se ji minimálně ve dvou případech někdo snažil napodobovat.